# Ars Iuris Salmanticensis
Ars Iuris Salmanticensis (AIS) es una publicación científica de carácter jurídico auspiciada por la Facultad de Derecho de la Universidad de Salamanca. Fue fundada en el año 2013, publicándose entonces también su primer volumen. Se trata de una revista electrónica de publicación semestral de acceso libre. Sus contribuciones son principalmente en español aunque también admite contribuciones en otras lenguas.

## Resúmenes e indización
Está indexada en EBSCO Legal Source, Proquest, MIAR, Latindex, REDIB y Dialnet.